# 8020 이어령 학당
《8020 이어령 학당》은 대한민국의 JTBC의 프로그램이다. 중앙일보 고문이 젊은 세대와 사회 주요 이슈에 대해 대화를 나누는 프로그램이다.

## 방송 시간
- 2011년 12월 11일 ~ 2012년 4월 1일 : 매주 일요일 오전 7시 5분